# Электродинамический громкоговоритель
Электродинамический громкоговоритель — это громкоговоритель, в котором происходит преобразование электрического сигнала в звуковой, благодаря перемещению катушки с током в магнитном поле постоянного магнита (реже — электромагнита) с последующим преобразованием полученных механических колебаний в колебания окружающего воздуха при помощи диффузора.

## История
В телефоне Белла и последующих конструкциях для преобразования электрических колебаний в акустические использовался электромагнитный капсюль. В нём мембрана из магнитомягкого материала колебалась в магнитном поле постоянного магнита и электромагнита. До конца 1920-х годов большинство громкоговорителей использовало именно этот принцип работы. Такие громкоговорители имели высокий уровень нелинейных и частотных искажений, а также потери из-за токов Фуко и гистерезиса.
Первым катушку с током, движущуюся поперёк силовых линий, предложил использовать в громкоговорителе Оливер Лодж в 1898 году. В 1924 году Честер У. Райс и Эдвард У. Келлогг запатентовали наиболее близкую к современной конструкцию электродинамического громкоговорителя.
В 20-30-х годах XX века не были известны материалы для производства постоянных магнитов достаточной мощности, поэтому в громкоговорителях тех лет в магнитной системе использовались электромагниты. Кроме основной функции — создания магнитного поля для работы громкоговорителя они также выполняли функции дросселя, ослабляя фон тока питающей сети, вызванный недостаточной фильтрацией выпрямленного напряжения в источнике питания. Также для подавления фона могла применяться специальная антифонная катушка в магнитной системе громкоговорителя. Однако наличие подобной катушки ограничивало использование таких громкоговорителей в батарейных радиоприёмниках (из-за повышенного расхода батареи), радиоточках и выносных громкоговорителях (из-за необходимости в дополнительном источнике питания). По этой причине динамический громкоговоритель не сразу вытеснил электромагнитные: к примеру, громкоговорители типа «Рекорд» в СССР производились вплоть до 1952 года. Тем не менее, в аппаратуре класса Hi-End могут использоваться громкоговорители с полевой обмоткой в дополнение к постоянному магниту.

## Устройство электродинамического громкоговорителя
Неподвижная часть электродинамического громкоговорителя включает диффузородержатель и магнитную систему. Диффузор упруго соединяется с диффузородержателем снаружи при помощи подвеса, а изнутри — с помощью центрирующей шайбы. К диффузору жёстко прикреплена звуковая катушка, которая может свободно перемещаться в магнитном зазоре, не касаясь стенок. Отверстие в центральной части диффузора накрывается защитным колпачком.

### Подвес
Гофрированный гибкий подвес (краевой гофр, «воротник») должен обеспечивать сравнительно низкую резонансную частоту (то есть иметь высокую гибкость); плоскопараллельный характер движения (то есть отсутствие крутильных и других видов колебаний) подвижной системы в обе стороны от положения равновесия и эффективное поглощение энергии резонансных колебаний подвижной системы. Кроме того подвес должен сохранять свою форму и свойства во времени и под воздействием климатических факторов внешней среды (температуры, влажности и др.). С точки зрения конфигурации (формы профиля), значительно влияющей на все указанные свойства, наибольшее распространение имеют полутороидальные, sin-образные, S-образные подвесы и др. В качестве материалов для подвесов низкочастотных головок применяют натуральные виды резины, пенополиуретан, прорезиненные ткани, натуральные и синтетические ткани со специальными демпфирующими покрытиями.

### Диффузор
Диффузор — основной излучающий элемент громкоговорителя, который должен обеспечивать линейную АЧХ в заданном диапазоне частот. В идеале диффузор должен работать как поршень, совершая возвратно-поступательные движения передавать колебания звуковой катушки окружающему воздуху. Однако по мере повышения частоты в нём появляются изгибающие усилия, что приводит к появлению стоячих волн, а значит — пиков и провалов резонанса на АЧХ громкоговорителя, и к искажениям звука. Для того, чтобы снизить влияние этих эффектов, стараются увеличить жёсткость диффузора, одновременно используя материалы с меньшей плотностью. В современных конструкциях в среднем для 8—12-дюймовых низкочастотных динамиков рабочий диапазон простирается до 1 кГц, 5—7" среднечастотных — до 3 кГц, высокочастотных — до 20 кГц.
Диффузоры по типу материала бывают:
- жёсткие (керамические, алюминиевые) обеспечивают наименьший уровень искажений, за счет меньшего изгиба поверхности диффузора, но при этом у них слишком большая добротность, а значит — ярко выраженный пик резонанса. Задача производителя — сдвинуть этот пик за пределы рабочих частот. В то же время эти динамики занимают верхние ценовые позиции;
- полужёсткие (из стеклоткани или кевлара со связующей полимеризованной и запеченной смолой, «сэндвичи») — компромиссный вариант между мягкими и жёсткими. Дают больше искажений, но имеют более низкий выброс резонанса, и как правило на более низких частотах;
- мягкие диффузоры (полипропиленовые, полиметилпентеновые) обычно имеют ровную АЧХ за счёт поглощения звуковых волн материалом диффузора, и мягкий приятный звук почти во всем диапазоне, но имеют плохие импульсные параметры (отсутствие четкости). Кроме того, мягкий диффузор может крепиться к диффузородержателю без подвеса;
- бумажные диффузоры стоят особняком, так как дают очень характерный окрас звучания, для устранения которого в бумагу добавляют различные синтетические и натуральные волокна, покрывают диффузор лаком и т. д. Бумажные диффузоры более просты в производстве и позволяют в некоторых случаях делать диффузор, подвес и колпачок из одного материала.

По форме диффузоры могут быть:
- купольные, обычно применяются в ВЧ-динамиках;
- конусные — распространены более широко благодаря большей универсальности. Почти не применяются лишь в ВЧ-динамиках из-за направленности излучения. Существует несколько видов профилей конусных диффузоров:
  - линейные являются максимально жесткими, но с максимальным значением резонанса, когда продольная волна сжатия материала от катушки резонирует с поперечной волной колебания самой оболочки;
  - сегмент окружности позволяет сгладить резонанс;
  - экспонента позволяет сгладить резонанс более эффективно.

На практике применяются комбинации всех трех типов с целью сместить резонанс в область высоких частот либо распределить его всплеск на более широкий диапазон уменьшив амплитуду.
- плоские диффузоры применяются редко, в основном в НЧ-динамиках, из-за очень высоких интермодуляционых искажений.

Реже применяются диффузоры более сложной формы, например гофрированные, сочетающие в одной детали диффузор и сразу несколько подвесов — такое решение применяется для малогабаритных широкополосных динамиков с целью уменьшить интермодуляционные искажения и расширить диапазон воспроизводимых частот.
Также от формы образующей и жесткости материала зависят другие важные резонансы системы диффузор-подвес. Все мягкие диффузоры имеют характерный провал и затем всплеск на АЧХ, когда колебания выходят за пределы диффузора и в работу вступает подвес.
Также нужно учитывать, что если в бесконечной плоскости АЧХ динамика будет ровной, то в плоскости шириной 200 мм на АЧХ появится подъём в области 700—900 Гц, поэтому у диффузоров, которые дают в этой области провал, в корпусе АЧХ будет ровная, и не понадобится дополнительных корректирующих цепей, и некоторые производители это учитывают.

### Колпачок
Пылезащитный колпачок — сферическая оболочка, которая, выполняя функцию защиты рабочего зазора магнитной цепи от попадания пыли, является также окружным ребром жёсткости. Кроме того, колпачок является излучающим элементом, вносящим свой вклад в формирование АЧХ в области средних и высоких частот. Для обеспечения конструктивной жёсткости колпачки изготавливают, как правило, куполообразной формы с различными радиусами кривизны. В качестве материала используют композиции целлюлозы, синтетические плёнки, ткани с пропитками. В мощных низкочастотных громкоговорителях иногда используют колпачки из металла, что позволяет использовать их как дополнительный элемент отвода тепла от звуковой катушки. Но у конструкций с колпачками в пространстве между колпаком и катушкой возникают высокодобротные резонансы, поэтому некоторые производители вместо колпаков ставят фазовыравнивающие «пули», которые не вносят своих искажений.

### Центрирующая шайба
Между диффузором и корпусом динамика устанавливается специальная шайба, которая должна обеспечивать стабильность резонансной частоты низкочастотных громкоговорителей в условиях динамических и температурных нагрузок, линейность упругих характеристик при больших смещениях подвижной системы, предотвращать смещения звуковой катушки в радиальном направлении и «провисание» подвижной системы, а также защищать магнитный зазор от пыли. Обычно в низкочастотных громкоговорителях используются центрирующие шайбы с синусоидальной гофрировкой (число гофр варьируется от 5—7 до 9—11), плоские или «мостиковые». Однако в некоторых моделях встречаются шайбы более сложных конфигураций (например, тангенциальные), обеспечивающие, по мнению применяющих их фирм, большую линейность упругих характеристик, стабильность формы и т. п. Изначально  центрирующая шайба имела совершенно иную конструкцию: она прикреплялась к керну магнитной системы и внутренней части звуковой катушки. Такая шайба имела характерный внешний вид, из-за которого получила название «паук», которое сохранилось в некоторых языках несмотря на то, что современные центрирующие шайбы имеют совсем другую конструкцию.
В качестве материалов для шайб применяют натуральные арамидные ткани (типа миткаля, бязи и т. п.), пропитанные бакелитовым лаком, синтетические ткани на основе полиамидов, полиэстера, нейлона и др. В некоторых низкочастотных громкоговорителях применяются шайбы, в материал которых вплетаются металлические (алюминиевые, медные) нити, которые по заявлениям производителей улучшают отвод тепла от звуковой катушки.

### Звуковая катушка и магнитная система
Звуковая катушка — катушка с проводом, которая находится в зазоре магнитной цепи и обеспечивает совместно с магнитной системой динамика преобразование электрической энергии в механическую. Магнитная система динамика обычно состоит из кольцевого магнита и керна, в зазоре между которыми движется звуковая катушка, не касаясь стенок. Большое значение имеет равномерность магнитного поля в пределах хода катушки, для чего особым образом формируются полюса магнитов, а на керн надевается медный колпачок. Для уменьшения массы катушки (что особенно важно в ВЧ-динамиках) производители иногда применяют алюминиевый провод, в том числе с медным покрытием. Электрический ток к катушке подводится с помощью гибких проводов, представляющих собой намотанную на синтетическую нить проволоку. Провода часто закрепляют на диффузоре, чтобы они при работе не прикасались к другим частям динамика. Противоположные концы проводов подключены к клеммной колодке, расположенной на основании динамика (к который припаиваются проводники электросхемы устройства, в котором установлен динамик). Обычно клеммы помечены знаками «+» и «-», что позволяет выполнить правильную фазировку (синфазное включение) головок, входящих в состав акустической системы. Диффузоры головок, включённых синфазно, смещаются в каждый момент времени в одну сторону (внутрь или наружу), что можно визуально проконтролировать путём кратковременной подачи на головки небольшого постоянного напряжения.

## Принцип работы
При подаче электрического сигнала звуковой частоты катушка производит вынужденные колебания в поле постоянного магнита под действием силы Ампера перпендикулярно силовым линиям магнитного поля, увлекая диффузор и через неё создавая волны разрежения и сжатия в воздухе. Связка «диффузор-катушка» колеблется с частотой подаваемого тока. При малой толщине магнитопроводов, образующих зазор, действительно работает только малая часть катушки, приблизительно равная толщине магнитопроводов зазора. Выходящие за пределы зазора части катушки почти не работают, у таких динамиков очень низкий коэффициент полезного действия. Силу, действующую на катушку, можно вычислить, применив закон Ампера
где {\displaystyle B} — индукция магнитного поля в зазоре, {\displaystyle I} — ток проходящий через катушку, {\displaystyle l} — часть длины провода катушки, находящаяся в зазоре магнитопроводов.
где {\displaystyle n} — число витков катушки, находящихся в зазоре, {\displaystyle d_{1}} — диаметр катушки.
где {\displaystyle h} — толщина магнитопроводов, образующих зазор, {\displaystyle d_{2}} — диаметр провода катушки.
Для повышения коэффициента полезного действия динамика необходимо увеличивать толщину магнитопроводов, образующих зазор, при этом пропорционально увеличению зазора уменьшается магнитная индукция в зазоре {\displaystyle B}, но увеличивается относительная рабочая часть катушки, то есть относительная рабочая часть длины провода катушки {\displaystyle l} до некоторой величины, после которой относительная рабочая часть длины провода катушки начинает уменьшаться. При изменении амплитуды электрического сигнала звуковой частоты также изменяется положение диффузора. Так как электрический сигнал звуковой частоты, подаваемый на катушку, имеет частоту в пределах слышимости человеческого уха (16—20 000 Гц), то и диффузор колеблется относительно постоянного магнита с такой же частотой.
Реальная частота колебаний диффузора большинства динамических головок и прилегающих слоёв воздуха лежит в пределах примерно 300—12 000 Гц, причём чем меньше и проще громкоговоритель, тем меньше этот частотный диапазон и тем менее линейна его амплитудно-частотная характеристика. На частотах за пределами этого диапазона излучаемая мощность незначительна. Для воспроизведения наиболее низких частот (примерно 16—250 Гц) небольшие по размерам динамические головки вовсе непригодны.
Колеблющийся диффузор создаёт в воздухе звуковые волны, воспринимаемые ухом человека. Таким образом, с помощью динамической головки электрический сигнал звукового диапазона частот с усилителя преобразуется в звук.
При воспроизведении наиболее низких частот из частотного диапазона, воспроизводимого динамиком, работает вся поверхность диффузора, а при воспроизведении высших частот из частотного диапазона — только центральная его часть, что располагается над катушкой. Поэтому в широкополосных динамиках часто в центре устраивается металлическая, полимерная или бумажная накладка — купол в целях улучшения воспроизведения высоких частот.

## Технические характеристики динамической головки
При определении мощностных параметров головки следует учитывать, что в СССР в разное время они выражались по-разному — до 1985 года по ГОСТ 9010, позднее по ОСТ 4.383.001, требования которого ближе к международным нормам.
Основными техническими характеристиками динамической головки являются следующие.
- Тип динамической головки — полно-диапазонная (широкополосная — ГДШ, головка динамическая широкополосная), низкочастотная (ГДН), среднечастотная (ГДС), высокочастотная (ГДВ).
- Номинальный диаметр — как правило, внешний диаметр диффузородержателя (рамы). Реже — диаметр подвеса диффузора либо расстояние между противоположными крепёжными отверстиями. Для компрессионных драйверов — диаметр горла рупора.
- Мощность — может быть указано несколько значений мощности:
  - Мощность по DIN 45500 — мощность (синусоидальная или музыкальная), при которой искажения сигнала не превышают 1%. В СССР существовало сходное понятие номинальной мощности, для которой, однако, не было установлено стандартного уровня искажений;
  - Предельная, RMS (Rated Maxmum Sinusoidal) — подводимая синусоидальная мощность, которую выдерживает головка в течение часа без разрушения. Головка может быть разрушена и гораздо меньшей мощностью, если динамик нагружается сверх своих механических возможностей на очень низких частотах (например, электронная музыка с большим количеством баса или органная музыка), также разрушение может быть вызвано перегрузкой («клипированием») усилителя мощности. В СССР использовался схожий параметр — паспортная мощность, однако измерялась она на шумовом сигнале в течение 100 часов;
  - Пиковая (краткосрочная) мощность (PMPO) — мощность, которую может выдержать громкоговоритель в течение короткого времени. В СССР это время нормировалось 1 секундой, в то время как в настоящее время этот параметр не нормируется. Может быть в десятки раз больше номинальной мощности. В 90-е годы многие производители электроники нижнего ценового уровня в Китае наносили это значение мощности на продукцию, однако для конечного потребителя эта мощность не имеет смысла.
- Импеданс (номинальное сопротивление) — как правило, динамические головки имеют импеданс 2, 4, 8 или 16 Ом. Динамические головки наушников более высокоомные (32 Ом и более). Чем выше импеданс головки, тем бо́льшее напряжение звуковой частоты требуется подводить к головке для достижения номинальной мощности. Поэтому высокоимпедансные головки могут не развивать максимальную мощность при работе от УМЗЧ, имеющего недостаточно высокое напряжение питания (портативная техника с низковольтным питанием), а низкоимпедансные — создадут перегрузку (усилителя и самих себя), если подключены к усилителю с большим выходным напряжением, предназначенным для высокоимпедансных головок.
- Частотная характеристика — измеренная, либо заявленная выходная характеристика на заданном диапазоне частот при входном сигнале постоянной амплитуды на всём заданном диапазоне. Как правило, указывается предел отклонений характеристики, например, «± 3 дБ».
- Параметры Тиля — Смолла — набор электроакустических параметров, характеризующих головку как колебательную систему.
- Чувствительность — уровень звукового давления, производимый динамической головкой при подаче сигнала мощностью 1 Вт, измеренное на расстоянии 1 м от головки. Более чувствительные динамические головки создают требуемое звуковое давление (громкость звука) при меньшей  мощности сигнала, что позволяет использовать менее мощный УМЗЧ.
- Максимальный уровень звукового давления — максимальное давление, которое может развить головка без своего повреждения либо без превышения заданного уровня искажений. Зависит во многом от чувствительности головки и её мощности. Данный параметр приводится, как правило, как измеренный на произвольном (по усмотрению производителя) диапазоне частот и типе сигнала.

## Применение
Для высококачественного воспроизведения сигнала громкоговорителю требуется воспроизводить сигнал в широком диапазоне частот с низким уровнем искажений (нелинейных, интермодуляционных, частотных и т.д.), в широком динамическом диапазоне и с максимально возможным КПД. Все эти требования невозможно учесть в конструкции простой динамической головки. Кроме того, из-за явления акустического короткого замыкания невозможно создать открытую динамическую головку, удовлетворительно работающую на средних и низких частотах. Для расширения диапазона частот может применяться диффузор сложной формы (гофрированный, с дополнительным конусом и т.д.). Однако для высококачественного воспроизведения звука используются сложные акустические системы, состоящие из нескольких более узкополосных головок, а также включающие в себя средства акустического оформления для повышения КПД и создания требуемых характеристик громкоговорителя (диаграммы направленности, АЧХ и т.д).
Устройство электродинамической головки благодаря свойству обратимости идентично по принципу действия устройству динамического микрофона, и, таким образом, эти устройства могут быть взаимозаменяемыми. Например, во многих конструкциях переговорных устройств, домофонов, и даже в подслушивающих устройствах, некогда монтировавшихся спецслужбами в приёмники проводного радиовещания, в качестве приёмника звука — микрофона могли использоваться динамические головки.

### Нормативно-техническая документация
- ГОСТ 16122-87. Громкоговорители. Методы измерения электроакустических параметров.
- ГОСТ 23262-88. Системы акустические бытовые. Общие технические условия.
- ГОСТ 27418-87. Аппаратура радиоэлектронная бытовая. Термины и определения.
- ГОСТ 9010-84. Головки громкоговорителей динамические прямого излучения. Общие технические условия.
- ОСТ 4.383.001-85. Головки громкоговорителей динамические. Общие технические условия.